# François Châtelet (philosophe)
Pour un autre philosophe français, voir Gilles Châtelet.
Pour les articles homonymes, voir François Châtelet (homonymie) et Châtelet.
Michel François Jacques Châtelet, né le 27 avril 1925 à Paris et mort le 26 décembre 1985 à Garches,, est un historien de la philosophie, philosophe politique et penseur de l'histoire français.

## Biographie
Il devient agrégé de philosophie en 1948 et docteur ès lettres en 1961. Il participe alors au groupe L’Étincelle, aux côtés notamment d'Henri Lefebvre, Anatole Kopp et Yves Cachin, en rupture avec le PCF.
En 1960, il signe le Manifeste des 121, déclaration sur le « droit à l'insoumission » dans le contexte de la guerre d'Algérie.
Il est, avec Michel Foucault et Gilles Deleuze, à l'origine du département de philosophie du Centre universitaire expérimental de Vincennes dite « université de Vincennes », future université Paris-VIII, le cofondateur du Collège international de philosophie et professeur à l'Institut supérieur des carrières artistiques (ICART). Châtelet était aussi professeur avec Jean-Pierre Vernant à l'université de São Paulo en 1971. Dans Une histoire de la raison, il reconnaît le rôle qu'a eu la philosophie dans la constitution de la rationalité occidentale moderne. Son Platon est un protreptique à la pensée du célèbre philosophe grec.
Il a également été maître de conférences à l’École polytechnique où il a assuré un séminaire de philosophie.

### Vie personnelle
Il a été l'époux de la philosophe Noëlle Châtelet, sœur de Lionel Jospin.

## Œuvres
- Périclès et son siècle, 1960 ; rééd. Complexes, 1982
- La naissance de l'histoire : la formation de la pensée historienne en Grèce, Minuit, 1961 ; rééd. UGE 10/18, 1974 (traduit en italien et en espagnol)
- Logos et praxis : recherches sur la signification théorique du marxisme, Paris, SEDES, 1962 ; 2e éd. 1972
- Platon, Paris, éditions Gallimard, coll. « Folio », 1965 (réimpr. 1990), 254 p. (ISBN 2-07-032506-7)
- Hegel, Le Seuil, 1968  —  (traduit en italien, espagnol, portugais et arabe)
- La philosophie des professeurs, Grasset, 1970 ; rééd. 10/18, 1972
- Histoire de la philosophie. Idées. Doctrines, ouvrage collectif en 8 vol., 1972-1973 (traduit en allemand, japonais, portugais, italien et espagnol) ; rééd. partielle sous le titre La philosophie, Verviers, Marabout, 1979, 4 vol.

- Prix Bordin de l’Académie française en 1974
- La Révolution sans modèle, en collaboration avec Gilles Lapouge et Olivier Revault d'Allonnes, Mouton, 1974
- Les marxistes et la politique, présentation avec Évelyne Pisier-Kouchner et Jean-Marie Vincent, Thémis, 1975 (traduit en espagnol)
- Profil d'une œuvre : « Le Capital » (livre 2), Hatier, 1976 (traduit en italien)
- Les Années de démolition, Hallier, 1976
- Chronique des idées perdues, conversations avec André Akoun, Stock, 1977
- Histoire des idéologies, ouvrage collectif en collab. avec Gérard Mairet, 3 vol., Hachette, 1978 (traduit en italien et en espagnol) ; rééd. partielle sous le titre Les idéologies, Marabout, 1981, 3 vol.
- Questions, objections, Denoël-Gonthier, 1979
- Karl Marx et Friedrich Engels (trad. Corinne Lyotard, introduction, notes et commentaires de François Châtelet), Manifeste du parti communiste (1848) et Critique du programme de Gotha (1875) [« Manifest der Kommunistischen Partei / Kritik des Gothaer Programms »], Paris, Librairie générale française, coll. « Le Livre de poche, Les Classiques de la Philosophie », 2004 (1re éd. septembre 1973), 155 p. (ISBN 2253014915 et 9782253014911, OCLC 496671293, lire en ligne)
- Les conceptions politiques du XXe siècle, avec Évelyne Pisier-Kouchner, Presses universitaires de France, 1982
- Histoire des conceptions politiques, avec Olivier Duhamel et Évelyne Pisier-Kouchner, Presses universitaires de France, 1982
- Dictionnaire des œuvres politiques, avec O. Duhamel et É. Pisier-Kouchner, Presses universitaires de France, 1986
- Une histoire de la raison, Le Seuil, 1992
- La philosophie au XXe siècle, en quatre tomes
- Logos et Praxis, Hermann, 2009